# Isidor Markowitsch Annenski
Isidor Markowitsch Annenski (russisch Исидор Маркович Анненский, wiss. Transliteration Isidor Markovič Annenskij; * 28. Februarjul. / 13. März 1906greg. in Olwiopol; † 2. Mai 1977 in Moskau) war ein sowjetischer Regisseur. Bekanntestes Werk ist Die Hochzeit; seine Filme zählen zu Literaturverfilmungen.

## Leben
Nach Abschluss der Theaterschule in Odessa arbeitete Annenski als Schauspieler und Regisseur in Theaterhäusern in Archangelsk, Rostow, Baku und im Moskauer Theater der Revolution.
Nach Abschluss der Regiefakultät der GITIS (Russische Akademie für Theaterkunst), 1934 und gleich darauf der Filmakademie WGIK bei Sergei Michailowitsch Eisenstein, produzierte er eigenständig seinen ersten Kinofilm „Medwed“ (Der Bär). Bereits diese Diplomarbeit machte ihn landesweit bekannt.
In zukünftigen Arbeiten wendet sich Annenski mehrmals der Verfilmung von Anton Pawlowitsch Tschechows Werken zu und jedes dieser Arbeiten, wie „Der Mensch im Koffer“, „Die Hochzeit“, „Anna am Halse“, wurde zum landesweiten Erfolg.
Sein Enkel, Andrej Annenski, lebt seit 1995 in Deutschland. Er studierte Spielfilmregie an der gleichen Universität wie sein Großvater – am Gerassimow-Institut für Kinematographie in Moskau. Sein Professor war Vadim Abdrashitov.